# Днишев, Алибек Мусаевич
Алибе́к Муса́евич Дни́шев (род. 30 июля 1951, Алма-Ата, Казахская ССР, СССР) — советский и казахстанский камерный и оперный певец (тенор), педагог. Народный артист СССР (1986). Герой Труда Казахстана (2021).
Лауреат Государственной премии РК в области литературы и искусства (2012), лауреат Государственной премии мира и прогресса Первого Президента Республики Казахстан — Лидера нации (2001).

## Биография
Алибек Днишев родился 30 июля (по другим источникам — 7 июля) 1951 года в Алма-Ате. Был четвёртым, младшим сыном в смешанной казахско-татарской семье. Происходит из рода байбакты племени байулы.
Всегда мечтал стать артистом. Музыкальное образование получил в музыкальной школе, где учился играть на аккордеоне. После школы окончил дирижёрско-хоровой факультет Алма-Атинского музыкального училища им. П. И. Чайковского. Поступал в Ленинградскую консерваторию, но не был принят. Поступил в Казахскую национальную консерваторию им. Курмангазы по классу вокала у Надии Шариповой, которую окончил в 1976 году. На третьем курсе впервые получил вторую премию (первые премии принципиально никому не присваивались),на Всесоюзном конкурсе вокалистов им. М. Глинки за исполнение романса «Я помню чудное мгновенье» М. Глинки на стихи А. Пушкина.
В начале 1970-х годов пел с ВИА «Жетыген», в котором играл на ударных и его двоюродный брат Сагнай Абдуллин.
С 1976 года — солист Казахской государственной филармонии им. Джамбула.
С 1978 года — солист Казахского государственного академического театра оперы и балета им. Абая (Алма-Ата).
С той поры Алибек Днишев ведёт разнообразную концертную деятельность и много гастролирует. Певец часто совершает турне в зарубежные страны. Его концерты собирают полные аншлаги на лучших европейских площадках. Тенора всегда ждут с камерными концертами в Москве.
Выступал с камерными программами в крупнейших залах Европы, принимал участие в спектаклях Большого театра в Москве.
Гастролировал с концертными программами по городам СССР и за рубежом (Чехословакия, Алжир, Перу, Куба, Португалия, Финляндия, Швеция, Марокко, Ирак, Болгария и др.).
В репертуаре Алибека Мусаевича Днишева только любимые произведения. Певец с одинаковым чувством исполняет казахские народные песни, классические романсы, оперные арии известных композиторов. Красивый чистый голос певца словно создан для исполнения советских эстрадных шедевров. Его любимый композитор - Матвей Блантер.
Из оперной классики знаменитый тенор предпочитает арии из опер Н.Римского-Корсакова, Александра Бородина и Петра Чайковского. Так ария Ленского в исполнении Алибека Днишева считается в профессиональных музыкальных кругах эталоном мастерства и лиричности.
Депутат Верховного Совета Казахской ССР 11-го созыва.
В 1998 году основал и возглавил «Театр и академию вокала Алибека Днишева».
С апреля 2006 года — глава ТОО «Раннила-Казахстан».
Член Республиканского общественного штаба кандидата в Президенты Республики Казахстан Н.А. Назарбаева (09.2005-12.2005).
До 2010 года в здании бывшего Верненского городского женского училища была Детская музыкальная школа № 1 имени Амре Кашаубаева, в которой действовала Академия вокала Алибека Днишева.
Кандидат в депутаты Мажилиса Парламента Республики Казахстан V созыва по партийному списку Народно-Демократической партии «Нур Отан» (07.12.2011).

### Семья
- Отец — Муса Букенбаевич Днишев, родом из Западного Казахстана, села Казталовка под Уральском. Был интеллигентным и образованным человеком. До войны работал корреспондентом газеты «Лениншіл жас», а с началом войны перешёл в армейскую газету «Қызыл армия». После войны в Алма-Ате основал республиканский журнал «Мәдениет және тұрмыс» («Культура и жизнь», нынешнее название «Парасат»), где долгие годы работал главным редактором. Одно время был заместителем министра культуры Казахской ССР[4].
- Мать — Камиля Абдуллина, по национальности татарка, родная сестра известных казахстанских оперных певцов, братьев-близнецов, народного артиста СССР Ришата Абдуллина (1916—1988) и народного артиста Казахской ССР Муслима Абдуллина (1916—1996).
- Жена — Мария (Марина) Искандеровна Днишева (урождённая Тынышпаева), сурдопедагог, внучка Мухамеджана Тынышпаева.
- Две дочери.

## Творчество
Исполнительская манера певца отличается удивительной тонкостью, красотой голоса, особым лиризмом.
В его репертуаре — камерные циклы, партии в операх «Дударай» Е. Брусиловского, «Песнь о целине» Е. Рахмадиева, «Майская ночь» Н. Римского—Корсакова. Исполняет арии Ленского («Евгений Онегин» П. Чайковского), Владимира («Князь Игорь» А. Бородина), Айдара («Абай» А. Жубанова и Л. Хамиди) и др.
Наряду с академической музыкой исполняет казахские народные песни, песни советских композиторов, романсы — им, в частности, записаны известные песни Матвея Блантера «В лесу прифронтовом», «Лучше нету того цвету», «Грустные ивы», «Незабытая песня», «Колыбельная», «В городском саду», «Московские окна», «Песенка влюблённого» и др.
Исполняет и песни на итальянском и испанском языках.

## Награды и звания
- Лауреат Всесоюзного конкурса вокалистов им. М. Глинки (1-я премия, 1975, Тбилиси, Грузия);
- Лауреат Международного конкурса им. Р. Шумана (2-я премия, 1977, Цвиккау, ГДР);
- Лауреат Международного конкурса вокалистов им. Э. Вилла-Лобоса (1979, Рио-де-Жанейро, Бразилия);
- Народный артист Казахской ССР (1979);[5]
- Медаль «За трудовую доблесть» (14 ноября 1980 года) — за большую работу по подготовке и проведению Игр XXII Олимпиады[6];
- Народный артист СССР (1986);
- Премия Ленинского комсомола (1979) — за высокое исполнительское мастерство.;
- Орден Парасат (1996);[7]
- Государственная премия мира и прогресса Первого Президента Республики Казахстан — Лидера нации (2001);[8]
- Независимая общенациональная премия «Тарлан» («Платиновый Тарлан» в разделе «Музыка», «Клуб меценатов Казахстана», 2003);
- Медаль «10 лет Астане» (2008);
- Медаль «20 лет независимости Республики Казахстан» (2011);
- Орден Отан (2011);[9]
- Государственная премия Республики Казахстан в области литературы и искусства (2012) — за концертную программу, посвященную 65-летию Победы в Великой Отечественной войне;
- Почётный гражданин Алма-Аты (2014);
- 2021 (30 июля) — Звание «Қазақстанның Еңбек Ері» с вручением знака особого отличия Золотой звезды (Алтын жұлдыз) — за особые заслуги в развитии отечественной культуры и популяризации музыкального искусства и в связи с 70-летием со дня рождения.;[10]
- Юбилейный нагрудный знак «50 лет городу Аксу» (Аксу, Павлодарская область).